# Saint-Jean-de-Matha
Saint-Jean-de-Matha è un comune del Canada, situato nella provincia del Québec, nella regione di Lanaudière.